# Damontae Kazee
Damontae Kazee (* 5. Juni 1993 in San Bernardino, Kalifornien) ist ein US-amerikanischer American-Football-Spieler auf der Position des Safeties in der National Football League (NFL). Zurzeit spielt er für die Cleveland Browns, zuvor stand er bei den Atlanta Falcons, den Dallas Cowboys und den Pittsburgh Steelers unter Vertrag.

## Frühe Jahre
Kazee ging in seiner Geburtsstadt San Bernardino auf die Highschool. Später spielte er Football für die San Diego State University.

## NFL
Kazee wurde im NFL-Draft 2017 in der fünften Runde an 149. Stelle von den Atlanta Falcons ausgewählt. Am 9. Mai 2017 unterschrieb er einen Vierjahresvertrag bei den Falcons. Vor der Saison wurde er zum Backup von Ricardo Allen auf der Position des Free Safety ernannt. Er spielte 2017 in allen 16 Spielen mit, eines davon als Starter. In seiner ersten Saison gelang es ihm, zwei Fumbles zu erzielen.
Seine zweite Saison startete er als Backup des Strong Safeties Keanu Neal. Dieser verletzte sich am ersten Spieltag der Saison, sodass für den Rest der Spielzeit Kazee als Stammspieler gesetzt war. Am dritten Spieltag fing er seine erste Interception. Im Laufe der Saison folgten noch sechs weitere Interceptions; er war damit zusammen mit Kyle Fuller (Chicago Bears) und Xavien Howard (Miami Dolphins) einer der Spieler mit den meisten Interceptions der Saison 2018 (7).
Im März 2021 schloss Kazee sich den Dallas Cowboys an.
Am 3. Mai 2022 unterschrieb er einen Einjahresvertrag bei den Pittsburgh Steelers. Im März 2023 verlängerte er seinen Vertrag in Pittsburgh um zwei Jahre. Nach einem besonders harten Hit gegen seinen Gegenspieler Michael Pittman Jr. im Spiel gegen die Indianapolis Colts wurde er im Dezember 2023 für den Rest der Saison gesperrt.
Am 12. März 2025 verpflichteten die Cleveland Browns Kazee, um die nach der Entlassung von Juan Thornhill und dem Rücktritt von Rodney McLeod entstandene Lücke in ihrem Defensive Backfield zu schließen.